# Kim Dzsonghun
Kim Dzsonghun (hangul: 김정훈,  Phenjan, 1956. szeptember 1. –, handzsa: 金正勳, RR: Kim Jong-hun) észak-koreai labdarúgóedző, válogatott labdarúgó.

## Pályafutása

### Játékosként
Pályafutása során az Április 25 csapatában játszott. 1973 és 1985 között 4 alkalommal játszott az észak-koreai válogatottban. Az 1974-es és az 1986-os világbajnokság selejtezőiben lépett pályára. 

### Edzőként
2007-ig az Április 25 együttesét irányította. 2007 és 2010 között az észak-koreai válogatott szövetségi kapitánya volt. Sikeresen kivezette a csapatot 44 év után a 2010-es világbajnokságra, ahol három vereséggel zárták a tornát. Mindez nem maradt következmények és felelősségre vonás nélkül. Miután visszatértek Észak-Koreába az edző és csapat valamennyi tagját nyilvánosan megalázták. 400 kormányzati tisztviselő és a sportminiszter előtt hallgatták az ideológiai töltetű kritikákat. Kim Dzsonghun a kizárták a Koreai Munkapártból és kényszermunkára ítélték.
2011-ben a Szobekszu élére nevezték ki. 